# Arnoldas
Arnoldas ist ein relativ selten vergebener litauischer männlicher Vorname, abgeleitet von Arnold.

## Namensträger
- Arnoldas Abramavičius (* 1967), Kommunalpolitiker von Zarasai
- Arnoldas Bosas (* 1990), Eishockeyspieler
- Arnoldas Burkovskis (* 1967), Bankmanager und Politiker, Vizeminister der Wirtschaft
- Arnoldas Pranckevičius (* 1980), Diplomat und Politiker, Vizeminister
- Arnoldas Pikžirnis (* 1991),  Politiker, Vizeminister für Energie